# Transfigurations
Transfigurations – split blackmetalowych grup Infernal War oraz Kriegsmaschine. Zawiera premierowe nagrania. Płyta wydana za pośrednictwem wytwórni Malignant Voices.

## Lista utworów
Infernal War
1. „Primal Degradation”  – 05:06
2. „Into the Vortex of Naught” – 04:40
3. „Incipit Chaos” – 03:44

Kriegsmaschine
1. „Onward Destrudo” – 06:36
2. „Fear and Loathing in Gethsemane” – 08:01

## Twórcy
Infernal War
- Warcrimer – wokal
- Zyklon – gitara elektryczna
- Triumphator – gitara elektryczna
- Godcrusher – gitara basowa
- Paweł „Stormblast” Pietrzak – perkusja

Kriegsmaschine
- Darkside
- Destroyer
- M.